# 3. ŽNL Osječko-baranjska NS Beli Manastir 2014./15.
Prvenstvo se igralo dvokružno. Ligu je osvojio NK Luč, te se time plasirao u 2. ŽNL Osječko-baranjsku NS Beli Manastir.

## Tablica
| Mj. | Klub                    | Sus. | Pobj. | Ner. | Por. | GR.    | Bod.       |
| --- | ----------------------- | ---- | ----- | ---- | ---- | ------ | ---------- |
| 1.  | NK Luč                  | 24   | 17    | 4    | 3    | 82:25  | 55 ↓1      |
| 2.  | NK Radnički Mirkovac    | 24   | 18    | 1    | 5    | 88:27  | 55 ↓1      |
| 3.  | NK Vardarac             | 24   | 15    | 3    | 6    | 61:41  | 48         |
| 4.  | NK Napredak Batina      | 24   | 14    | 4    | 6    | 63:32  | 46         |
| 5.  | NK Radnik Novi Bezdan   | 24   | 12    | 7    | 5    | 56:33  | 43         |
| 6.  | NK Sloga Gajić          | 24   | 13    | 2    | 9    | 61:41  | 41         |
| 7.  | NK Jovan Lazić Bolman   | 24   | 9     | 5    | 10   | 52:42  | 32         |
| 8.  | NK Croatia Branjin Vrh  | 24   | 9     | 4    | 11   | 54:50  | 31         |
| 9.  | NK Zmaj Zmajevac        | 24   | 8     | 6    | 10   | 35:45  | 29 (-1) ↓2 |
| 10. | NK Šparta Beli Manastir | 24   | 6     | 7    | 11   | 33:46  | 25         |
| 11. | NK Graničar Torjanci    | 24   | 5     | 5    | 14   | 44:77  | 20         |
| 12. | NK Davor Branjina       | 24   | 3     | 6    | 15   | 23:85  | 15         |
| 13. | NK Šampion Šumarina     | 24   | 0     | 0    | 24   | 20:128 | 0          |

## Rezultati
| NK Davor Branjina - NK Croatia Branjin Vrh 3:3 NK Graničar Torjanci - NK Jovan Lazić Bolman 4:0 NK Radnik Novi Bezdan - NK Šparta Beli Manastir 4:1 NK Šampion Šumarina - NK Zmaj Zmajevac 1:3 NK Radnički Mirkovac - NK Luč 0:2 NK Sloga Gajić - NK Vardarac 3:1 NK Napredak Batina slobodan    | NK Napredak Batina - NK Sloga Gajić 1:1 NK Vardarac - NK Radnički Mirkovac 1:0 NK Luč - NK Šampion Šumarina 6:0 NK Zmaj Zmajevac - NK Radnik Novi Bezdan 0:1 NK Šparta Beli Manastir - NK Graničar Torjanci 1:1 NK Jovan Lazić Bolman - NK Davor Branjina 3:1 NK Croatia Branjin Vrh slobodan    | NK Radnički Mirkovac - NK Napredak Batina 5:0 NK Šampion Šumarina - NK Vardarac 2:8 NK Radnik Novi Bezdan - NK Luč 1:1 NK Graničar Torjanci - NK Zmaj Zmajevac 7:5 NK Davor Branjina - NK Šparta Beli Manastir 0:0 NK Croatia Branjin Vrh - NK Jovan Lazić Bolman 2:0 NK Sloga Gajić slobodan    |
| NK Napredak Batina - NK Šampion Šumarina 3:0 NK Sloga Gajić - NK Radnički Mirkovac 4:3 NK Vardarac - NK Radnik Novi Bezdan 2:1 NK Luč - NK Graničar Torjanci 4:0 NK Davor Branjina - NK Zmaj Zmajevac 2:2 NK Šparta Beli Manastir - NK Croatia Branjin Vrh 1:3 NK Jovan Lazić Bolman slobodan    | NK Radnik Novi Bezdan - NK Napredak Batina 2:1 NK Šampion Šumarina - NK Sloga Gajić 0:3 NK Graničar Torjanci - NK Vardarac 1:4 NK Davor Branjina - NK Luč 0:10 NK Croatia Branjin Vrh - NK Zmaj Zmajevac 0:1 NK Jovan Lazić Bolman - NK Šparta Beli Manastir 5:0 NK Radnički Mirkovac slobodan   | NK Napredak Batina - NK Graničar Torjanci 6:0 NK Sloga Gajić - NK Radnik Novi Bezdan 3:0 NK Radnički Mirkovac - NK Šampion Šumarina 6:0 NK Vardarac - NK Davor Branjina 9:0 NK Luč - NK Croatia Branjin Vrh 2:3 NK Zmaj Zmajevac - NK Jovan Lazić Bolman 1:1 NK Šparta Beli Manastir slobodan    |
| NK Davor Branjina - NK Napredak Batina 0:6 NK Graničar Torjanci - NK Sloga Gajić 1:2 NK Radnik Novi Bezdan - NK Radnički Mirkovac 3:2 NK Croatia Branjin Vrh - NK Vardarac 1:2 NK Jovan Lazić Bolman - NK Luč 1:2 NK Šparta Beli Manastir - NK Zmaj Zmajevac 1:0 NK Šampion Šumarina slobodan    | NK Napredak Batina - NK Croatia Branjin Vrh 3:1 NK Sloga Gajić - NK Davor Branjina 11:1 NK Radnički Mirkovac - NK Graničar Torjanci 4:1 NK Šampion Šumarina - NK Radnik Novi Bezdan 0:3 NK Vardarac - NK Jovan Lazić Bolman 2:2 NK Luč - NK Šparta Beli Manastir 5:1 NK Zmaj Zmajevac slobodan   | NK Jovan Lazić Bolman - NK Napredak Batina 1:1 NK Croatia Branjin Vrh - NK Sloga Gajić 2:1 NK Davor Branjina - NK Radnički Mirkovac 1:8 NK Graničar Torjanci - NK Šampion Šumarina 4:2 NK Šparta Beli Manastir - NK Vardarac 1:4 NK Zmaj Zmajevac - NK Luč 0:7 NK Radnik Novi Bezdan slobodan    |
| NK Napredak Batina - NK Šparta Beli Manastir 2:0 NK Sloga Gajić - NK Jovan Lazić Bolman 3:1 NK Radnički Mirkovac - NK Croatia Branjin Vrh 3:2 NK Šampion Šumarina - NK Davor Branjina 1:2 NK Radnik Novi Bezdan - NK Graničar Torjanci 1:1 NK Vardarac - NK Zmaj Zmajevac 2:0 NK Luč slobodan    | NK Zmaj Zmajevac - NK Napredak Batina 2:1 NK Šparta Beli Manastir - NK Sloga Gajić 1:2 NK Jovan Lazić Bolman - NK Radnički Mirkovac 0:4 NK Croatia Branjin Vrh - NK Šampion Šumarina 3:1 NK Davor Branjina - NK Radnik Novi Bezdan 0:4 NK Luč - NK Vardarac 4:0 NK Graničar Torjanci slobodan    | NK Napredak Batina - NK Luč 3:3 NK Sloga Gajić - NK Zmaj Zmajevac 1:1 NK Radnički Mirkovac - NK Šparta Beli Manastir 2:0 NK Šampion Šumarina - NK Jovan Lazić Bolman 1:7 NK Radnik Novi Bezdan - NK Croatia Branjin Vrh 2:0 NK Graničar Torjanci - NK Davor Branjina 2:2 NK Vardarac slobodan    |
| NK Vardarac - NK Napredak Batina 2:1 NK Luč - NK Sloga Gajić 3:2 NK Zmaj Zmajevac - NK Radnički Mirkovac 2:1 NK Šparta Beli Manastir - NK Šampion Šumarina 3:1 NK Jovan Lazić Bolman - NK Radnik Novi Bezdan 1:1 NK Croatia Branjin Vrh - NK Graničar Torjanci 6:3 NK Davor Branjina slobodan    | NK Croatia Branjin Vrh - NK Davor Branjina 2:0 NK Jovan Lazić Bolman - NK Graničar Torjanci 7:1 NK Šparta Beli Manastir - NK Radnik Novi Bezdan 1:1 NK Zmaj Zmajevac - NK Šampion Šumarina 4:0 NK Luč - NK Radnički Mirkovac 1:1 NK Vardarac - NK Sloga Gajić 2:1 NK Napredak Batina slobodan    | NK Sloga Gajić - NK Napredak Batina 0:2 NK Radnički Mirkovac - NK Vardarac 9:3 ↓3 NK Šampion Šumarina - NK Luč 0:8 NK Radnik Novi Bezdan - NK Zmaj Zmajevac 2:2 NK Graničar Torjanci - NK Šparta Beli Manastir 0:2 NK Davor Branjina - NK Jovan Lazić Bolman 1:4 NK Croatia Branjin Vrh slobodan |
| NK Napredak Batina - NK Radnički Mirkovac 2:3 NK Vardarac - NK Šampion Šumarina 3:0 NK Luč - NK Radnik Novi Bezdan 2:0 NK Zmaj Zmajevac - NK Graničar Torjanci 2:2 NK Šparta Beli Manastir - NK Davor Branjina 0:0 NK Jovan Lazić Bolman - NK Croatia Branjin Vrh 2:1 NK Sloga Gajić slobodan    | NK Šampion Šumarina - NK Napredak Batina 1:8 NK Radnički Mirkovac - NK Sloga Gajić 3:0 NK Radnik Novi Bezdan - NK Vardarac 2:4 NK Graničar Torjanci - NK Luč 0:3 NK Zmaj Zmajevac - NK Davor Branjina 3:0 NK Croatia Branjin Vrh - NK Šparta Beli Manastir 2:2 NK Jovan Lazić Bolman slobodan    | NK Napredak Batina - NK Radnik Novi Bezdan 2:2 NK Sloga Gajić - NK Šampion Šumarina 7:3 NK Vardarac - NK Graničar Torjanci 2:1 NK Luč - NK Davor Branjina 3:0 NK Zmaj Zmajevac - NK Croatia Branjin Vrh 0:3 NK Šparta Beli Manastir - NK Jovan Lazić Bolman 2:1 NK Radnički Mirkovac slobodan    |
| NK Graničar Torjanci - NK Napredak Batina 1:4 NK Radnik Novi Bezdan - NK Sloga Gajić 3:0 NK Šampion Šumarina - NK Radnički Mirkovac 0:8 NK Davor Branjina - NK Vardarac 0:1 NK Croatia Branjin Vrh - NK Luč 1:3 NK Jovan Lazić Bolman - NK Zmaj Zmajevac 0:0 NK Šparta Beli Manastir slobodan    | NK Napredak Batina - NK Davor Branjina 3:1 NK Sloga Gajić - NK Graničar Torjanci 4:0 NK Radnički Mirkovac - NK Radnik Novi Bezdan 4:2 NK Vardarac - NK Croatia Branjin Vrh 1:1 NK Luč - NK Jovan Lazić Bolman 3:2 NK Zmaj Zmajevac - NK Šparta Beli Manastir 3:1 NK Šampion Šumarina slobodan    | NK Croatia Branjin Vrh - NK Napredak Batina 1:2 NK Davor Branjina - NK Sloga Gajić 3:1 NK Graničar Torjanci - NK Radnički Mirkovac 1:5 NK Radnik Novi Bezdan - NK Šampion Šumarina 8:1 NK Jovan Lazić Bolman - NK Vardarac 4:1 NK Šparta Beli Manastir - NK Luč 2:2 NK Zmaj Zmajevac slobodan    |
| NK Napredak Batina - NK Jovan Lazić Bolman 3:1 NK Sloga Gajić - NK Croatia Branjin Vrh 5:2 NK Radnički Mirkovac - NK Davor Branjina 3:0 NK Šampion Šumarina - NK Graničar Torjanci 2:6 NK Vardarac - NK Šparta Beli Manastir 2:2 NK Luč - NK Zmaj Zmajevac 1:2 NK Radnik Novi Bezdan slobodan    | NK Šparta Beli Manastir - NK Napredak Batina 1:2 NK Jovan Lazić Bolman - NK Sloga Gajić 2:0 NK Croatia Branjin Vrh - NK Radnički Mirkovac 1:5 NK Davor Branjina - NK Šampion Šumarina 2:1 NK Graničar Torjanci - NK Radnik Novi Bezdan 0:4 NK Zmaj Zmajevac - NK Vardarac 0:2 ↓4 NK Luč slobodan | NK Napredak Batina - NK Zmaj Zmajevac 3:0 NK Sloga Gajić - NK Šparta Beli Manastir 0:1 NK Radnički Mirkovac - NK Jovan Lazić Bolman 3:0 ↓5 NK Šampion Šumarina - NK Croatia Branjin Vrh 1:9 NK Radnik Novi Bezdan - NK Davor Branjina 2:1 NK Vardarac - NK Luč 1:2 NK Graničar Torjanci slobodan |
| NK Luč - NK Napredak Batina 2:1 NK Zmaj Zmajevac - NK Sloga Gajić 2:3 ↓6 NK Šparta Beli Manastir - NK Radnički Mirkovac 1:3 NK Jovan Lazić Bolman - NK Šampion Šumarina 6:1 NK Croatia Branjin Vrh - NK Radnik Novi Bezdan 3:3 NK Davor Branjina - NK Graničar Torjanci 3:3 NK Vardarac slobodan | NK Napredak Batina - NK Vardarac 3:2 NK Sloga Gajić - NK Luč 4:3 NK Radnički Mirkovac - NK Zmaj Zmajevac 3:0 ↓7 NK Šampion Šumarina - NK Šparta Beli Manastir 1:8 NK Radnik Novi Bezdan - NK Jovan Lazić Bolman 4:1 NK Graničar Torjanci - NK Croatia Branjin Vrh 4:2 NK Davor Branjina slobodan | |

## Lista strijelaca
- 36 pogodaka: Dalibor Kolarić (NK Luč)
- 24 pogodaka: Mario Kralj (NK Sloga Gajić)
- 18 pogodaka: Lepomir Martinović (NK Jovan Lazić Bolman), Boris Rožmarić (NK Radnički Mirkovac)
- 17 pogodaka: Radmilo Mihajlović (NK Jovan Lazić Bolman), Goran Kuštro (NK Radnički Mirkovac)
- 15 pogodaka: Aleksandar Skoknić (NK Napredak Batina), Josip Mihaljević (NK Radnički Mirkovac)
- 14 pogodaka: Arpad Šipec (NK Napredak Batina), Dejan Molnar (NK Radnički Mirkovac)
- 13 pogodaka: Mario Pirgl (NK Radnik Novi Bezdan)
- 11 pogodaka: Dominik Nikić Čakar (NK Croatia Branjin Vrh), Mato Lozančić (NK Vardarac)
- 10 pogodaka: Dominik Čoka (NK Graničar Torjanci), Siniša Labazan (NK Luč), Igor Palinkaš (NK Radnik Novi Bezdan)
- 9 pogodaka: Josip Špernjak (NK Croatia Branjin Vrh), Tomislav Puškadija (NK Luč)
- 8 pogodaka: Igor Pundžin (NK Napredak Batina)